# Charles Kieffer (canottiere)
Charles Kieffer (Filadelfia, 11 agosto 1910 – Quakertown, 8 novembre 1975) è stato un canottiere statunitense.

## Palmarès

### Olimpiadi
- 1 medaglia:
  - 1 oro (Los Angeles 1932 nel due con)